# Austin FX4

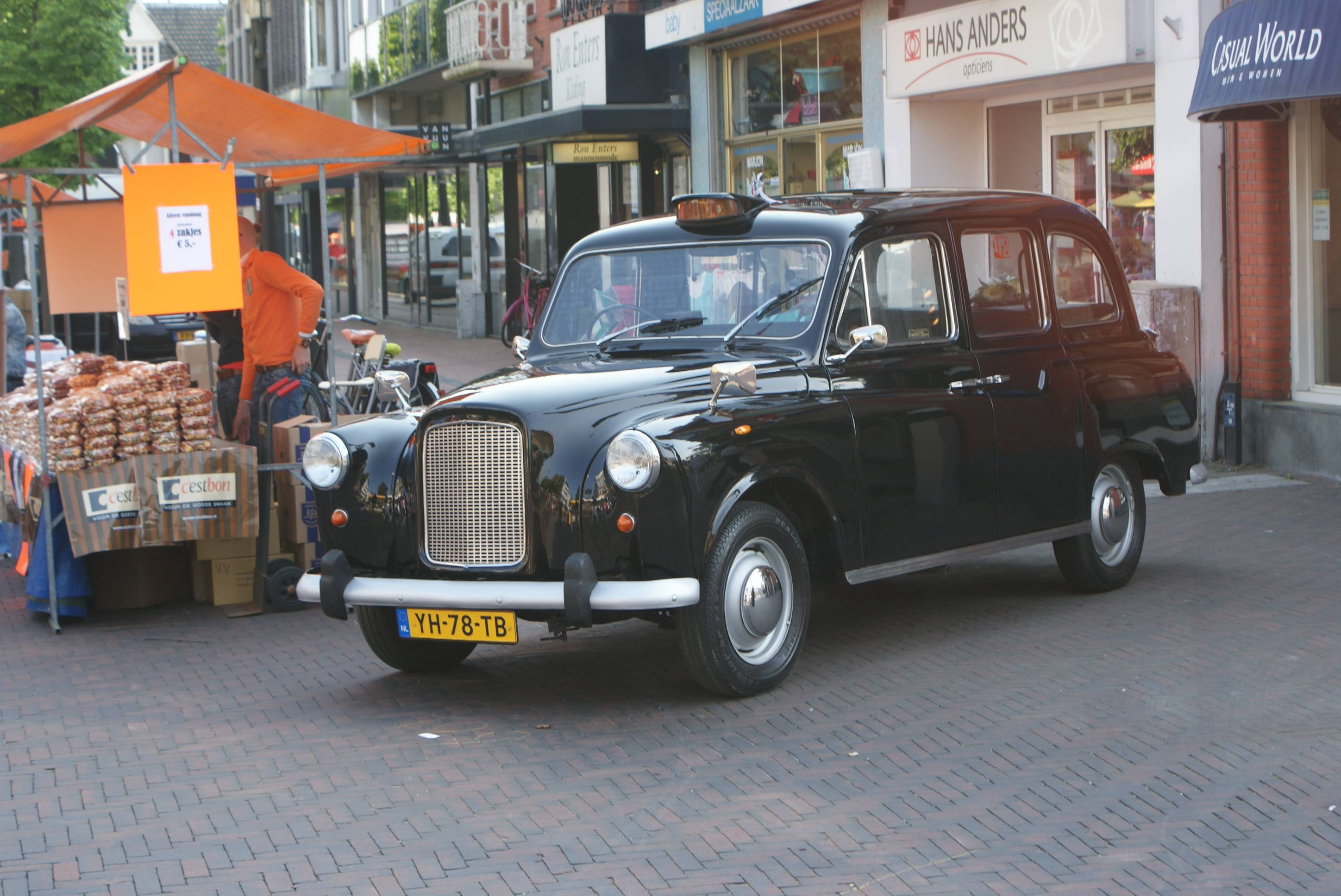
Austin FX4

Austin FX4  — автомобіль-таксі, так званий «кеб», що виготовлявся протягом 1958—1997. Продавався компанією Austin з 1958 по 1982, після чого компанія Carbodies, що виготовляла його кузова придбала права інтелектуальної власності на нього. Виробництво продовжувалось до 1984 після чого London Taxis International отримали права на модель FX4 й виготовляли її до 1997 р. Загалом було виготовлено близько 75 тис. екземплярів.

## Розробка й запуск у виробництво
Попередник моделі FX4 — Austin FX3, що виготовлявся протягом 1948—1958, був найпоширенішим таксомотором у Лондоні на той час.
Як і він, Austin FX4 був створений у співпраці між автовиробником Austin'ом, дилерською компанією Mann & Overton (вводила автомобілі у експлуатацію й оплачували половину їх вартості) та кузововиробником Carbodies.
У команду розробників входили — Альберт Мур (Albert Moore) з інженерного підрозділу Austin, Джек Хелберг (Jack Hellberg) з Carbodies й Девід Саутвел (David Southwell) від Mann & Overton.
Зовнішній вигляд створив Ерік Бейлі (Eric Bailey) з Austin, а пристосував його до виробництва Джейк Доналдсон (Jake Donaldson) з Carbodies.
Вважається першим лондонським таксі що виготовлявся з чотирма дверима, до нього таксомотори поруч з водієм мали відкрите багажне місце. На зразок попередника, FX4 мали рамне шасі, однак з незалежною передньою підвіскою й двоконтурним гідравлічним гальмівним приводом.
Перший FX4 з номерним знаком VLW 431 вже у липні 1958 тестувався на York Way Motors. Офіційна презентація відбулась пізніше цього ж року на Commercial Motor Exhibition (Комерційній автомобільній виставці).

## Моделі Austin
Перші Austin FX4 мали дизельний двигун (виробництва Austin) робочим об'ємом 2178 см куб. й автоматичну коробку передач Borg-Wagner.
У 1961 як опція з'явилась механічна коробка передач від Austin Gipsy. З 1962 став доступним бензиновий 2199 см куб. двигун Austin. Однак, більшість автомобілів комплектувались дизелем та до середини 1970-их років механічною коробкою передач.

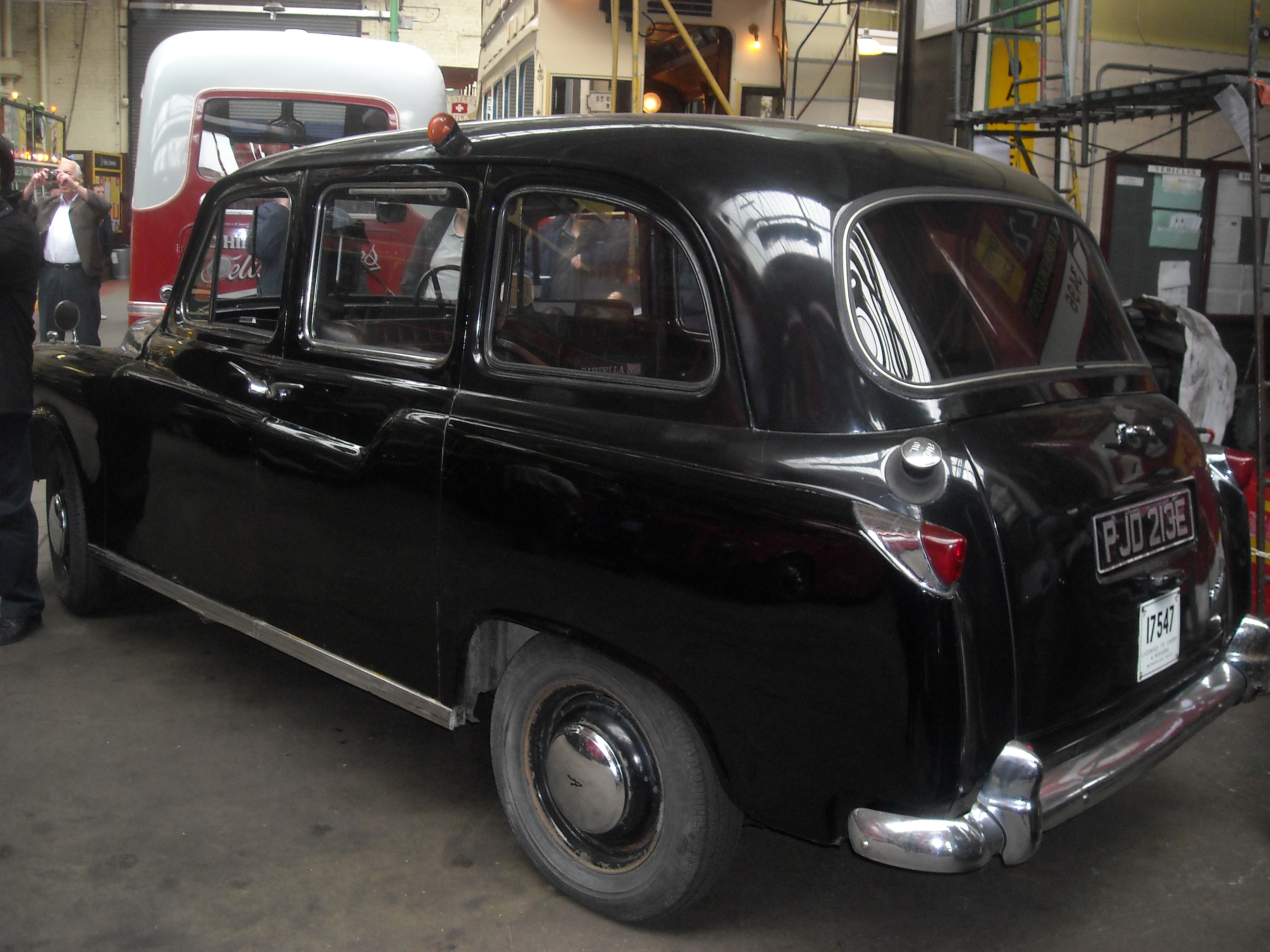
FX4 з «заячими вухами»

У 1969 кеб оновили, оскільки його не замінив наступник, було вирішено виправити його деякі недоліки. Попередні автомобілі мали маленькі задні ліхтарі й покажчики поворотів на торцях даху (так-звані «заячі вуха»).
Нова модель мала вже інші задні крила, ліхтарі й покажчики поворотів від MkII Austin 1100/1300. Передні покажчики поворотів встановили під фарами, а повторювачі на передніх крилах. «Заячі вуха» зникли. Інтер'єр оновили чорним вінілом на сидіннях й збільшеним об'ємом водійського місця.
Кермова геометрія Акермана давала змогу автомобілю виконувати U-повороти з радіусом 7,6 м (25 футів), що вимагали вузькі вулички Лондона.
У 1971 стали встановлювати більший 2520 см куб. дизель (замість 2178 см куб.). Агрегат виявилось краще використовувати з автоматичною коробкою передач тож поступово кількість проданих автомобілів з «механікою» зменшувалась.
Бензиновий двигун припинили встановлювати у 1973.
У 1973 Birmingham Small Arms Company власник Carbodies, що переживав миттєве банкрутство був придбаний Manganese Bronze Holdings, що були раді продовжити виробництво FX4. Змінили деталі, типу дверних замків, дверних ручок (з'явились кнопки), встановили травмобезпечну кермову колонку й формовані гумові «ікла» на бамперах. 

## Carbodies FX4
У 1982 Carbodies (що виготовляли FX4 для Austin та Mann & Overton) купили права інтелектуальної власності на кеб, у той час як British Leyland (батьківська компанія Austin) втратила до нього інтерес. Відтак автомобіль став виготовлятись під назвою Carbodies. Старий двигун Austin вже не використовувався — його заводи були продані до Індії внаслідок реконструкції British Leyland Майклом Едвардсом.
Тож Carbodies обрали дизель від Land Rover об'ємом 2286 см куб., а близький по об'єму бензиновий двигун Land Rover пропонували як опцію.
Нова модель іменувалась FX4R, де R — означало Rover. У FX4R на відміну від попередніх FX4 були деякі вдосконалення, зокрема, підсилювач керма, вакуумний підсилювач гальм, однак його потужність та надійність залишали бажати кращого.
Деякі власники замінювали двигун Land Rover на дизель 2977 см³. Perkins/Mazda. Потужний та надійний агрегат Perkins був шумним на холостому ходу й створював стуки у шасі. Однак, останнє відносилось до заводського браку пізніх моделей Austin.
Щоб виправити ситуацію зі зниженням продажів Carbodies використали старе шасі й підвіску, вдосконалили їх, встановили новий кузов і старий дизель (2520 см куб.) реімпортований з Індії. Оскільки автомобілі мали старе шасі й елементи підвіски вони вимагали реєстраційне позначення, що починалось з літери Q, а не цифри поточного року — FX4Q. Всі комплектувались автоматичними коробками передач, однак не мали підсилювача керма, що був на FX4R.
Продавались дилером Rebuilt Cabs Ltd і незначно відрізнялись у ціні від попередника FX4R.

## LTI FX4
У 1984 сформувалась компанія London Taxis International після того як Manganese Bronze Holdings придбали дилерів лондонських таксі Mann & Overton. LTI замінили дизельний 2286 см³ двигун Land Rover на нову 2495 см³ версію. Нова модель називалась FX4S. На панелі приладів тумблери замінили клавішами, перемикач «двірників» перейшов на кермову колонку, двері отримали додаткові ущільнення, встановили катані сталеві бампера. Однак загалом, це була вдосконалена версія 30-річної конструкції.
У цей час ще тривала розробка заміни FX4 — CR6, тобто модернізація застарілої моделі була тимчасовим заходом. Однак проект CR6 полишили у 1985 й MBH вирішили продовжувати виготовляти FX4 допоки не знайдеться коштів на нову модель.
У 1987 FX4S замінила нова модель FX4S-Plus, що мала п'ятимісний пасажирський відсік. Встановлювалась нова сіра пластикова приладова панель. Автомобілі досить добре продавались. 
Відділ Транспорту (Department of Transport) був зацікавлений бачити пристосовані до інвалідних візків таксі й аналогічні конверсії FX4W, доступні з 1986, що задовольняли ці вимоги. У даному випадку пасажирські двері зі сторони тротуару відкривались на 180°, а перегородка підсувалась вперед, щоб розмістити інвалідний візок на місці розвернутого відкидного сидіння.
У лютому 1989 з'явилась модель Fairway. Дизель Nissan TD27 робочим об'ємом 2664 см³ зробив автомобіль швидшим і більш надійним. Згідно нового закону, що прийшов у дію у січні 1989 стала можливість в'їжджати у таксі на інвалідному візку. Fairway був найкращою версією FX4 за всі роки, що продавався за кордон так само як і на провінційному ринку Сполученого королівства. Значною мірою цьому сприяла місцева влада, що наполягала на використанні на своїх територіях автомобілів пристосованих до інвалідних візків.

У 2011—2012 модифіковані FX4 брали участь у навколосвітній експедиції «It's on the Meter».
Автомобілі проїхали 43 319 миль (69 716,12 км), більше ніж 50 країн і встановили новий світовий рекорд найдовшої поїздки й найбільшої висоти досягнутої автомобілем-таксі.
Як частина програми по створенню моделі-заміни корпорація Locheed була призначена розробити передні дискові гальма, на додачу компанія GKN сконструювала нову підвіску, що дозволяла встановлення цих дискових гальм і забезпечувала обов'язковий радіус повороту у 7,6 м. Цих вдосконалень зазнала нова модель Fairway Driver, представлена у лютому 1992. Останній екземпляр Fairway з реєстраційним номером R1 PFX (i.e. RIP FX) був виготовлений 1 жовтня 1997 й подарований Національному автомобільному музею (National Motor Museum) у Бьюлі.
Transport for London (TfL), що отримали контроль над Public Carriage Office встановили, що після 2006 усі таксі Лондона повинні відповідати вимогам Євро-3 щодо вихлопних газів. Fairway та його наступник ТХ1 однаково комплектувались двигуном Nissan, що відповідав тільки Євро-2. Тож більшість власників були неохочими позбавлятись надійного та економічного автомобіля. У відповідь на тиск від торгівлі, TfL дозволили різноманітні вдосконалення, що давали змогу двигуну Nissan відповідати вимогам. Серед цих вдосконалень — турбокомпресор STT Emtec Clean Cab та система рециркуляції вихлопних газів Van Aaken. Тільки вісімдесят кебів із двигунами Austin та Rover отримали пільги й залишились на дорогах — розробка подібних систем була для них економічно невигідною. Однак деякі власники позбулись своїх старіших Fairway, багато витратили майже 2000£ щоб їх дообладнати аніж купувати новий чи вживаний TXII, що зажив слави дуже ненадійного. Наприкінці 2009 всього 6 автомобілів із двигунами Rover чи Austin залишалися на дорогах, більшість пройшовши більше мільйона миль.
Fairway у кінці 1997 року замінив TX1, котрого у подальшому замінив TXII. А у 2007 році роль кеба зайняв ТХ4.

## FL2 Hire Car («Прокатний Автомобіль»)
Austin FL2 Hire Car — версія лімузин. Представлена одночасно з FX4, призначалась для прокату, похоронів. Через неї й існував бензиновий двигун у опціях. Мала додаткове переднє сидіння (замість місця для багажу), розвернутий до переду додатковий ряд сидінь. За додаткову оплату можна було отримати спеціальне оздоблення. Слугувала базою для кількох катафалків. 
Заново введений у виробництво у 1982 FL2 London Limousine базувався на FX4R. Кондиціонер, шафка з коктейлями та звукові системи пропонувались як опції. Було побудовано три таких лімузини, з чотирма дверима й 18 дюймовим розширенням між передніми та задніми дверима. Шестидверна версія FX4S існувала також.
Позначення FL2 зникло десь у 1987 р., однак лімузини Fairway все ще виготовляли, найбільш відомий належав коронованому принцу Тонга.
FL2 та FX4 продавались також у приватні руки. Серед користувачів FL2 Філіп, герцог Единбурзький, Лоуренс Олів'є. Актор Стівен Фрай володів Fairway як приватним транспортом.
FX4 London taxi був офіційним автомобілем губернатора Фолклендських островів Рекса Ханта в час Аргентинського вторгнення. 